# Dorothy Day
Dorothy Day (8 de novembro de 1897, Brooklyn - 29 de novembro de 1980, Nova Iorque) foi uma jornalista estadunidense, ativista social, anarquista, que posteriormente se converteu ao catolicismo. Na década de 1930 Day trabalhou junto com seu companheiro o ativista Peter Maurin para estabelecer um Movimento Operário Católico, um movimento não-violento e pacifista que continuasse a combinar ajuda direta aos pobres e desabrigados com ações diretas não violentas em seu favor.
Seu pai, John, era um jornalista esportivo de origem irlandesa, e sua mãe, Grace Day Satterlee, era inglesa. Quando criança, mudou-se com a família para São Francisco, mas o terremoto de 1906 causou a perda do emprego de seu pai, e a família se mudou para Chicago, onde seu pai progrediu na carreira e chegou a ser editor-chefe. Dorothy, na época era da Igreja Episcopal, e teve contato com os pobres que habitavam os bairros mais degradados do parte sul da cidade, onde começou a despertar sua preocupação com pobres.
Em 1914, recebeu uma bolsa para estudar no Urbana College de Illinois, onde teve oportunidade de estudar escritores como Tolstói, Sinclair Lewis e Piotr Kropotkin, o que aumentou seu senso de justiça social. Em 1916, deixou a faculdade e mudou-se com sua família de volta para Nova Iorque.
Entre 1917 e 1921, Dorothy trabalhou como jornalista na publicação marxista "The Call, The Masses, and The Liberator", onde escreveu sobre boicotes, controle da natalidade e movimentos pela paz. Naquela época de sua vida, rejeitava o cristianismo por causa de sua "hipocrisia". Ela se juntou ao "Industrial Workers of the World" e participou círculos intelectuais em Greenwich Village. Em 1918, foi presa por participar de protestos pacifistas e sufragistas, e, depois disso, sentiu a necessidade de se identificar com as pessoas pobres mais diretamente, e passou a atuar como uma enfermeira estagiária no Brooklyn. Nessa época, também teve um relacionamento romântico o jornalista Lionel Moise, que resultou em um aborto. Depois disso teve um casamento breve e infeliz com Barkeley Tober, um promotor literário de Nova Iorque
Entre 1920 e 1924, Dorothy parou seu ativismo político para viajar pela Europa. Nesse período, publicou The Eleventh Virgin, um romance autobiográfico que abordou o conflito entre ação social e a vida pessoal. Ao voltar para Staten Island (Nova Iorque), ela entrou em uma união estável com o biólogo e anarquista Forster Batterham.
Em 1927, deu à luz Tamar Teresa Hennessy. Nesse período, Dorothy se aproximou da Igreja Católica e foi batizada conjuntamente com sua filha. Tal fato levou a uma ruptura definitiva com Batterham e diversos amigos ateus. Dorothy se aproximou da Igreja Católica, pois a via como a "Igreja dos pobres". Nessa época, Dorothy participou também de marchas ao lado dos comunistas para pedir auxílio para os desempregados, assistência médica e materno-infantil para os pobres.
Por um pequeno período de tempo trabalhou como como roteirista para um estúdio de Hollywood. Dorothy começou a conciliar sua fé cristã com as crenças comunistas, escrevendo para a revista católica Commonweal. Em dezembro de 1932, ela fundou o Movimento Operário Católico juntamente com o Padre e ativista social Peter Maurin. O Movimento sustentava a transformação dos indivíduos em vez da transformação das relações políticas e econômicas. O jornal contava com um jornal chamado The Catholic Worker, que foi vendido pela primeira vez em 1º de maio de 1933, por apenas um centavo. Dorothy acreditava que os trabalhadores não poderiam defender a justiça econômica sem trabalhar para realizá-la, e, em 1934, fundou, juntamentement com Maurin, a Casa de São José de Hospitalidade, um refúgio para as pessoas desempregadas pela Crise Econômica iniciada em 1929. Em 1940, a circulação do jornal chegou a 185 mil exemplares por edição e já funcionavam 30 abrigos e comunidades agrícolas de estilo cooperativo para amparar os desempregados, inspiradas na iniciativa de Dorothy.
Após a morte de Peter Maurin, em 1949, Dorothy continuou a liderar o Movimento Operário Católico. Em 1980 estavam em funcionamento, cerca de setenta abrigos. Durante sua vida, Dorothy fez vistas a diversos países e publicou vários livros, incluindo sua autobiografia (The Long Loneliness, em 1952). Faleceu em 1980, em um abrigo em Nova Iorque, trabalhando com gente pobre comum para a mudança social.
Durante toda a sua vida, Dorothy publicou oito livros e mais do que 1.350 artigos. Em 2009, ainda estavam em funcionamento cerca de 130 abrigos da instituição fundada por Dorothy, em trinta e dois estados norte-americanos e em oito países estrangeiros.
Para a economia foi influenciada por um modelo criado por Gilbert Keith Chesterton baseada nos ensinamentos sociais da Igreja e conhecido como “distributismo”.
Uma figura reverenciada no âmbito da comunidade católica estadunidense, Day tem sido considerada para canonização pela Igreja Católica, tendo seu processo de canonização aberto em março de 2000 pelo Papa São João Paulo II permitindo que ela seja chamada de "Serva de Deus" aos olhos da Igreja Católica.